# Komora hiperbaryczna

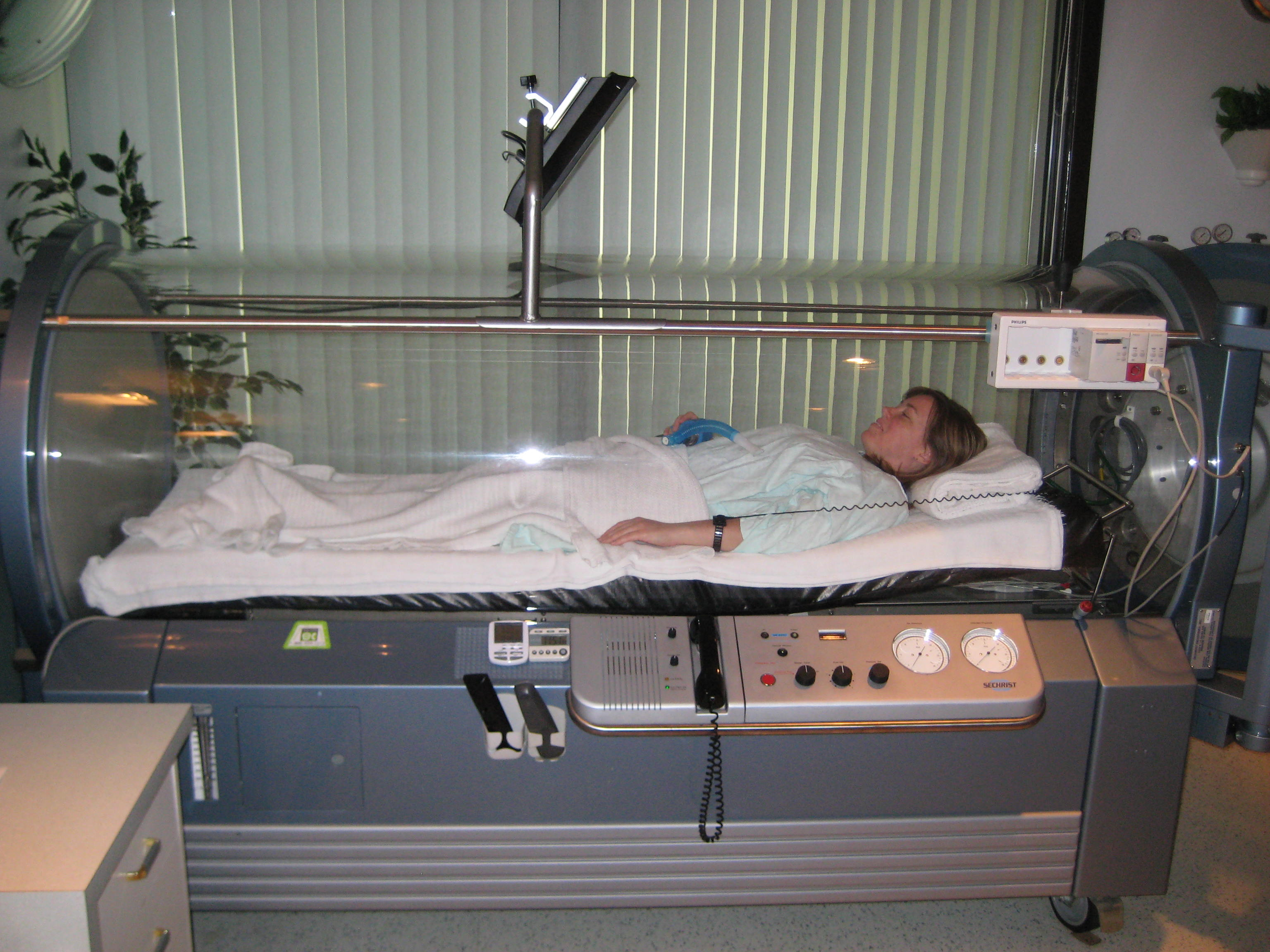
Komora hiperbaryczna

Komora hiperbaryczna (pierwotnie worek Gamowa lub komora ciśnieniowa) – zbiornik ciśnieniowy umożliwiający kontrolowanie środowiska w jego wnętrzu (m.in. ciśnienia, tlenu, wilgotności czy temperatury). Komory hiperbaryczne stosuje się do leczenia wielu schorzeń. W tej chwili na świecie jest ponad 100 wskazań klinicznych do zastosowania komór hiperbarycznych.

## Budowa
Pierwotnie jako komora hiperbaryczna służył nadmuchiwany worek, w którym utrzymywano chorego w warunkach wyższego ciśnienia atmosferycznego. Późniejsze komory zbudowane były ze zbiornika ciśnieniowego (komora hiperbaryczna), system sterowania parametrami komory, system wytwarzania i dystrybucji sprężonego powietrza, system zasilania w tlen medyczny (przechowywanie, sterowanie, dystrybucja), systemu zasilania w mieszanki oddechowe (opcjonalnie, głównie w komorach dekompresyjnych) oraz armatury. Komora hiperbaryczna może być jedno- (tylko dla chorego) lub wieloosobowa (dla chorych i opiekuna medycznego). Są to stalowe, hermetyczne konstrukcje, które mogą pomieścić nawet kilkanaście osób. Komory wyposażane są w systemy sterowania (ręcznego i automatycznego) systemy komunikacji z pacjentami, systemy bezpieczeństwa oraz dodatkowo systemy multimedialne takie jak telewizja czy radio. Podczas terapii pacjenci mogą być podłączeni do specjalnie przystosowanych do wysokich ciśnień systemów monitorujących parametry życiowe, respiratorów i pomp infuzyjnych.

### Komory jednoosobowe
W komorze jednoosobowej może podczas terapii przebywać jeden pacjent zazwyczaj w pozycji leżącej. Zbudowana jest z przezroczystego cylindra, przez który pacjent znajduje się pod stałą obserwacją personelu medycznego oraz zmniejsza poczucie lęku (klaustrofobii) i umożliwia korzystanie z urządzeń multimedialnych takich jak oglądanie zewnętrznego ekranu telewizyjnego. Komora może być wypełniana tlenem, którym pacjent oddycha podczas terapii lub powietrzem, w tym przypadku pacjent oddycha tlenem za pomocą systemu oddechowego B.I.B.S.
Komory jednoosobowe mogą być wyposażone w system dystrybucji gazów (BIBS) umożliwiający oddychanie pacjenta czystym tlenem za pośrednictwem maski, a komora w tym przypadku jest wypełniona sprężonym powietrzem.

### Komory hiperbaryczne wieloosobowe - typu multiplace
Komory umożliwiające jednoczesne przebywanie od 2 do nawet 20 i więcej pacjentów. Komory wieloosobowe zbudowane są z dwóch przedziałów – komory dekompresyjnej nazywanej też komorą wstępną lub przejściową, będącej pomieszczeniem przejściowym między środowiskiem a wnętrzem komory głównej oraz komory głównej (pacjentów), w której przeprowadzana jest terapia. Zazwyczaj pacjenci siedzą na specjalnych fotelach wbudowanych w komorę i oddychają czystym tlenem za pomocą masek lub specjalnych kapturów oddechowych. 
Komory typu multiplace umożliwiają wjechanie chorego na wózku inwalidzkim lub noszach. Podczas terapii w tego typu komorach wraz z pacjentami może przebywać asystent medyczny. Większa powierzchnia oraz uczestnictwo personelu medycznego podczas terapii zmniejsza poczucie lęku i korzystnie wpływa na pacjentów.
Wieloosobowe komory hiperbaryczne służące do terapii i leczenia powinny być projektowane, produkowane i testowane według normy EN 14931, zgodnie z Dyrektywą 93/42/EEC wraz z późniejszymi zmianami - dla urządzeń medycznych a producent powinień posiadać wdrożony system zapewnienia jakości ISO 13485 – (Projektowanie, produkcja, sprzedaż i serwis medycznych komór hiperbarycznych). Spełnienie tych norm gwarantuje najwyższą jakość, zachowanie odpowiednich parametrów zgodnie z przyjętymi wytycznymi na całym świecie. 
Szczegółowe informacje dotyczące wymagań stawianych urządzeniom, personelowi, protokołom badań, systemom bezpieczeństwa i prowadzonej dokumentacji dla komór wieloosobowych i ośrodków zamieszczone są w „Europejskim Kodeksie Dobrej Praktyki w Terapii Tlenem Hiperbarycznym” opracowanym przez grupę roboczą „SAFETY” programu COST B14 przetłumaczoną i opublikowaną w Polsce w Krajowym Ośrodku Medycyny Hiperbarycznej, Międzywydziałowym Instytucie Medycyny Morskiej i Tropikalnej w Gdyni i Akademii Medycznej w Gdańsku.

## Historia
Terapia hiperbaryczna wykorzystywana jest w medycynie i weterynarii przynajmniej od kilkudziesięciu lat. W komorach wykorzystuje się ciśnienie od ok. 1400 ( 1,4 ATA) do ok. 3000 hPa (3 ATA)  (w wypadku komór jednoosobowych) lub do ok. 6000 hPa (6 ATA) (komory wieloosobowe)  czy aż do 10 000 hPa (10 ATA) dla komór dekompresyjnych. Ekspozycja na bardzo wysokie ciśnienie jest groźna dla zdrowia, dlatego w praktyce klinicznej najczęściej stosuje się ciśnienie nie wyższe niż 2000–2400 hPadla zminimalizowania ewentualnych skutków ubocznych.  